# 蕭思似
蕭思似（16世紀—17世紀），字若拙，南直隸寧國府涇縣人，明朝政治人物。

## 生平
蕭思似是萬曆十九年（1591年）辛卯科順天鄉試舉人，授太倉州學正，講論性理，教育子弟跟隨王守仁理論，與地方鄉老徐鳴皋往來辨難，修持嚴整為一時模範，陞戶部員外郎，出為廣信知府，致仕回鄉。蕭思似師從顧憲成，當時朝士詆為偽學，人們都避諱不談，他卻講論不休，人們比擬如柴中行一樣，著有《環翠樓和鳴集》三卷。

## 引用
1. 1 2  民國《涇縣志·卷十八·人物》：蕭良榦，字以寧，號拙齋……隆慶辛未成進士……子思似，字若拙，萬曆辛卯舉順天，由太倉學正累遷戶部員外，出守江西廣信致仕歸，思似師涇陽顧憲成，其言學大旨，病黃勉齋之窮，索顏山農之放縱，而以誠明二語為梯航，時朝士詆偽學，人以言學為諱，思似獨講論不輟，時擬之柴中行云，著有《環翠樓和鳴集》三卷。 《江南通志》、錢鄭二志
2. ↑  民國《太倉州志·卷十二·名宦》：蕭思似，寧國人，以舉人署學正，講論性理，教子弟從王守仁學，與鄉老徐鳴皋往復辨難，持身嚴整，一時矜式。